# MCS-48
Pour les articles homonymes, voir MCS.

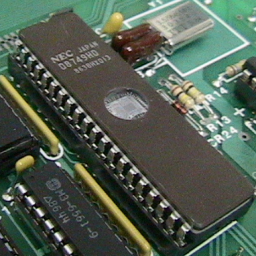
Un modèle de 8749 conçu par NEC et disposant d'une EPROM-UV.

MCS-48 est la plus ancienne des familles de microcontrôleurs d'Intel, introduit sur le marché en 1976. Elle regroupe les circuits 8035, 8039, 8040, 8048, 8049 et 8749 autour d'une architecture 8 bits commune constituée d'une unité centrale de traitement et d'une horloge, d'un espace ROM et RAM, d'un timer, et de lignes entrées/sorties parallèle.